# Malcolmieae
Malcolmieae, tribus iz porodice krstašica (Brassicaceae), dxio je nadtribusa Camelinodae.
Dva nova plemena Dontostemoneae i Malcolmieae (Brassicaceae) su 2007. predložili Ihsan A. Al-Shehbaz i Suzanne I. Warwick (2007) te su naveli njihove sastavne rodove i ponovno uspostavili pleme Buniadeae.
Sastoji se od 4 roda sa 16 vrsta .

## Rodovi
1. Maresia Pomel (5 spp.)
2. Eigia Soják (1 sp.)
3. Malcolmia W. T. Aiton (6 spp.)
4. Marcus-kochia Al-Shehbaz (4 spp.)